# Henric Lagercrantz
Henric Gustafsson Lagercrantz, född 15 december 1891 i Stockholm, död 3 april 1987 i Vårdinge församling, Södertälje kommun, Stockholms län, var en svensk militär och godsägare.

## Biografi
Lagercrantz avlade studentexamen i Karlskrona 1911. Han blev underlöjtnant vid Livregementets husarer 1913, löjtnant där 1916 och ryttmästare 1928. Lagercrantz genomgick Krigshögskolan 1924–1926 och var aspirant vid generalstaben 1927–1930. Han befordrades till major vid Livregementet till häst 1937. Lagercrantz var militärattaché i Rom 1933–1935, således kort tid innan "Axeln Rom-Berlin" år 1936 proklamerades såsom upptakt till Andra världskriget. Lagercrantz blev 1940 överstelöjtnant och chef för Arméns rid- och körskola Strömsholm, Hallstahammars kommun. Skolan bedrev sin verksamhet åren 1868–1970, enligt minnesstenen i området. Han blev 1942 överste och var 1943–1947 chef för Norrlands dragonregemente, K 4 ("Blå dragonerna"), i Umeå. Lagercrantz övergick på reservstat 1947 och i reserven 1952. Han ägde Molstabergs säteri i Mölnbo från 1947. Lagercrantz blev riddare av Svärdsorden 1934 och av Nordstjärneorden 1943 samt kommendör av andra klassen av Svärdsorden 1946.

### Familj
Henric Lagercrantz föräldrar var amiralen Gustaf Lagercrantz och grevinnan Dika Wrangel af Sauss. Han var sonson till Sveriges finansminister Gustaf Lagercrantz. Från 1920 var han gift med sin kusin Greta Lagercrantz (född 1893), dotter till Gustafs yngre bror Herman. Samtliga tillhörde huvudmannagrenen av adliga ätten nr 1011 Lagercrantz.